# Fabio Weintraub
Fabio Weintraub (São Paulo, 24 de agosto de 1967) é um poeta e crítico literário brasileiro. 

## Vida e obra
Filho de pais judeus de origem polonesa, Fabio Weintraub formou-se em Psicologia pela Universidade de São Paulo (USP), onde também se doutorou em Letras. Porém, trabalhou pouco tempo como psicólogo, e passou a se dedicar à literatura e à edição de livros.
Integrou o grupo paulista de poesia Cálamo, do qual faziam parte também Ruy Proença, Priscila Figueiredo, Chantal Castelli e Ana Paula Pacheco. Publicou Toda Mudez Será Conquistada (1992); Sistema de Erros (1996), ilustrado por Fernando Vilela e apresentado por Viviana Bosi, com o qual ganhou o prêmio literário Nascente, promovido pela USP e editora Abril. Novo Endereço (2002), sua obra seguinte, ganhou o prêmio Cidade de Juiz de Fora - Murilo Mendes em 2002. Em 2003, a obra Novo Endereço recebeu o prêmio especial "Embajada de Brasil" do Prémio Casa de las Américas na categoria "Literatura brasileña". Em 2004, foi publicada a edição bilíngue, em português e espanhol (com tradução da escritora cubana Lourdes Arencibia) de "Novo endereço", desta vez com parceria da Casa de las Américas. Em 2006, ganhou Bolsa de Incentivo à Criação Literária do Governo do Estado de São Paulo, na categoria poesia, o que gerou o livro Baque, publicado no Brasil (2007) e em Portugal (2012).
Até 2003, coordenou a coleção de poesia Janela do Caos da Nankin Editorial. Nela, publicou Roberto Piva, Donizete Galvão, Glauco Mattoso, Ronald Polito, Heron Moura, Sérgio Alcides, Tarso de Melo, Ricardo Rizzo, entre outros. Na mesma editora, publicou, de Hilda Hilst, Estar sendo ter sido, Cascos e carícias, o primeiro volume do Teatro reunido e a segunda edição de Da morte. Odes mínimas.
Tem poemas publicados em diversos jornais e revistas, nacionais e do exterior. Foi colaborador das revistas literárias Cult, Jandira e Cacto, e editor de K Jornal de Crítica. Em Portugal, tem colaborado com as revistas Telhados de vidro, Cão celeste e Relâmpago.

## Poesia e ativismo
A sua poesia, de acordo com a poeta e crítica Priscila Figueiredo, une "perspectivas que em geral aparecem separadas no panorama recente da poesia brasileira: intensidade lírica e reflexão social" (apresentação a "Novo endereço"). Essa combinação pode ser lida em versos como: "Desempregado há três anos/ no país do futuro" (poema "Pai", de "Novo Endereço") e "contornou cinco mendigos/ e os respectivos cachorros/ lavou o chão do último bar// só foi morrer muito adiante/ no muro da praça deserta/ onde a fome devasta a fronte/ de um camundongo cego." ("Calçada", do mesmo livro). De acordo com o crítico português António Guerreiro, é "como se o poeta assumisse a tarefa de descer aos infernos, de habitar a parte maldita da sociedade.". O poeta e crítico Sérgio Medeiros destacou nesta poesia a "vertigem, o equilíbrio difícil, a paralisia, a desmemória" e a linguagem "extremamente agitada e sedutora".
A sua preocupação social espelha-se também em seu ativismo. Em 2006 e 2007, participou de ações em prol dos sem-teto de São Paulo, mais especificamente em apoio à Ocupação Prestes Maia do Movimento dos Sem-Teto do Centro, onde foi um dos organizadores do ciclo de palestras "O Direito à Cidade", que ocorreu em abril e novembro de 2006 na própria ocupação. Participou, com fotos, do "Dossiê Violações dos Direitos Humanos no Centro de São Paulo", organizado e publicado em 2006 pelo Fórum Centro Vivo. Participa da rede Índio É Nós, para que organizou, com Fabio Camarneiro, uma mostra de documentários indígenas em junho de 2014.